# Alleyrat (Corrèze)
Alleyrat település Franciaországban, Corrèze megyében. Lakosainak száma 103 fő (2022. január 1.). Alleyrat Chaveroche, Meymac, Saint-Angel és Saint-Germain-Lavolps községekkel határos.

## Népesség
A település népességének változása:
| Lakosok száma | 130  | 83   | 96   | 102  | 98   | 91   | 98   | 104  | 105  | 103  |
|               | 1968 | 1982 | 1990 | 2006 | 2013 | 2015 | 2017 | 2019 | 2020 | 2022 |